# Schmidt-Zabierow Hütte
Schmidt-Zabirow Hütte je horská chata nacházející se v pohoří Loferer Steinberge, v Rakouských Alpách ve spolkové zemi Salcbursko. Chata je ve vlastnictví německého Alpenvereinu, sekce Passau. Kapacita chaty činí 64 lůžek. K dispozici je zimní prostor – winterraum, ale nemá kamna a je uzamčen AV klíčem.

## Historie
Chata zde stojí po několika rekonstrukcích již od roku 1899. Poslední přestavba se konala v roce 1995, kdy bylo přistavěno další skladiště.

## Přístup
- Z doliny Loferer Hochtal (cesta č. 601) za 2,5 hodiny.
- Z obce Stankt Ulrich am Pillersee přes sedlo Wehrgrubenjoch (cesta č. 613) za 4 hodiny.
- Z obce Waidring po cestě Griesbachsteig a přes sníženinu Waidringer Nieder za 4 hodiny.
- Z obce Sankt Martin bei Lofer po cestě Schärdingersteig a dále k rozcestí pod stěnou Ochsenhornu za 3 hodiny.
- Z obce Stankt Ulrich am Pillersee po cestě vedoucí do údolí Grieseltal a neznačenou horolezeckou cestou do sedla Rotscharte za 4 hodiny.

## Možné cíle
- Grosses Ochsenhorn (2513 m) normální cestou za 2,5 hodiny.
- Grosses Reifhorn (2488 m) za 2 hodiny.
- Breithorn (2404 m) za 2 hodiny přes sedlo Waidringer Nieder
- Zajištěná cesta Nuaracher Höhenweg vedoucí hřebenem přes vrchol Grosses Hinterhorn a Ulrichshorn. Přechod až do obce Stankt Ulrich am Pillersee trvá až 10 hodin.
- Zajištěná cesta Nackter-Hund-Klettersteig vedoucí na vrchol Grosses Hinterhorn za 2,5 hodiny.